# Pfeffenhausen (Adelsgeschlecht)

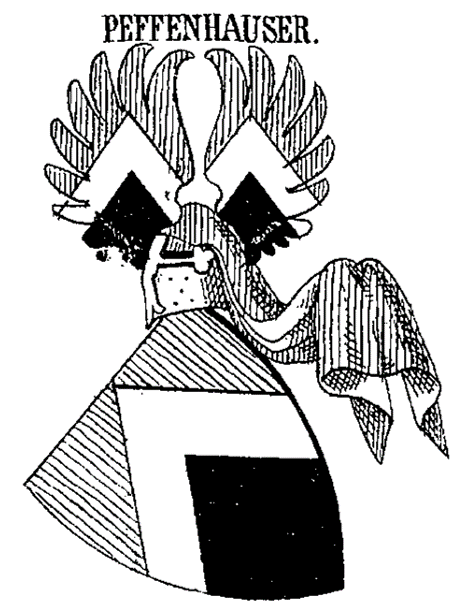
Wappen derer von Pfeffenhausen bei Johann Siebmacher

Pfeffenhausen war der Name eines bayerischen Uradelsgeschlechts mit Stammsitz in Pfeffenhausen bei Landshut.

## Geschichte
Die genealogischen Angaben zu dieser Familie stammen von Wiguleus Hundt, der sie laut eigener Angabe von Hanns von Pfeffenhausen zu Reicherzhausen mitgeteilt bekommen habe.
Als älteste Mitglieder der Familie sind Nicolaus und Leopold von Pfeffenhausen genannt, die im 12. Jahrhundert gelebt haben sollen. Leopold habe mit Markgraf Berthold von Andechs im Jahr 1165 ein Züricher Turnier besucht. Auch Nicolaus besuchte das Turnier, aber auf eigene Kosten, gleichfalls einige namentlich nicht genannte Pfeffenhausener.
Berchtold von Pfeffenhausen lebte um 1133 und hinterließ zwei Kinder: Judith und Heinrich.
Ein Heinrich (unklar, ob derselbe gemeint ist) war 1241 Zeuge einer Übergabe von Ulrich von Abensberg an das Kloster Biburg. Des letzteren Heinrichs Sohn Konrad fungierte 1259 ebenfalls als Zeuge.
Ein Ritter Ulrich ist um 1260 in Biburg begraben. Sein gleichnamiger Sohn heiratete eine von Roteneck und hinterließ mit ihr zwei Söhne, worunter einer Konrad II. von Pfeffenhausen.
Letzterer stand in Diensten Ludwigs des Bayern. Weil ihm Angehörige der Pfeffenhausener in der Schlacht bei Mühldorf geholfen haben sollen, war das Pfeffenhausener Wappen an einem der Flankentürme des Isartors abgebildet, bevor es bei der letzten Restaurierung nach dem Zweiten Weltkrieg unter einem Drittel der Wappen entfernt wurde. Hundt nennt in diesem Zusammenhang („im feld bey müldorff“) einen Hauptmann („haubtman“) Seyfried von Pfeffenhausen.
Konrads Bruder Bernhard war Hofmeister des Königs Rudolf von Habsburg. Bernhards Sohn Ulrich lebte um das Jahr 1357, verheiratet mit einer Tochter Peter Wimmers („Uxor Petersen Wimerin“).

## Trivia
Besonders in der Literatur wird für das Dorf und das Adelsgeschlecht der Pfeffenhausener häufig der Name Peffenhausen verwendet. Selbst die Pfeffenhausener sollen sich selbst oft Peffenhausener genannt haben. Herzog Heinrich erlaubte dem Ort im Jahr 1402 im Wappen den „Pfeffenvogel“ (Dompfaff) zu führen, womit der Beweis dieses Irrtums erbracht sei.

## Wappen
Die Herren von Pfeffenhausen führten im Wappen einen silbernen Sparren im roten (oben) bzw. schwarzen (unten) Schild.